# Saint-Victurnien
Saint-Victurnien è un comune francese di 1 758 abitanti situato nel dipartimento dell'Alta Vienne nella regione della Nuova Aquitania.

## Società

### Evoluzione demografica
Abitanti censiti